# Mapai

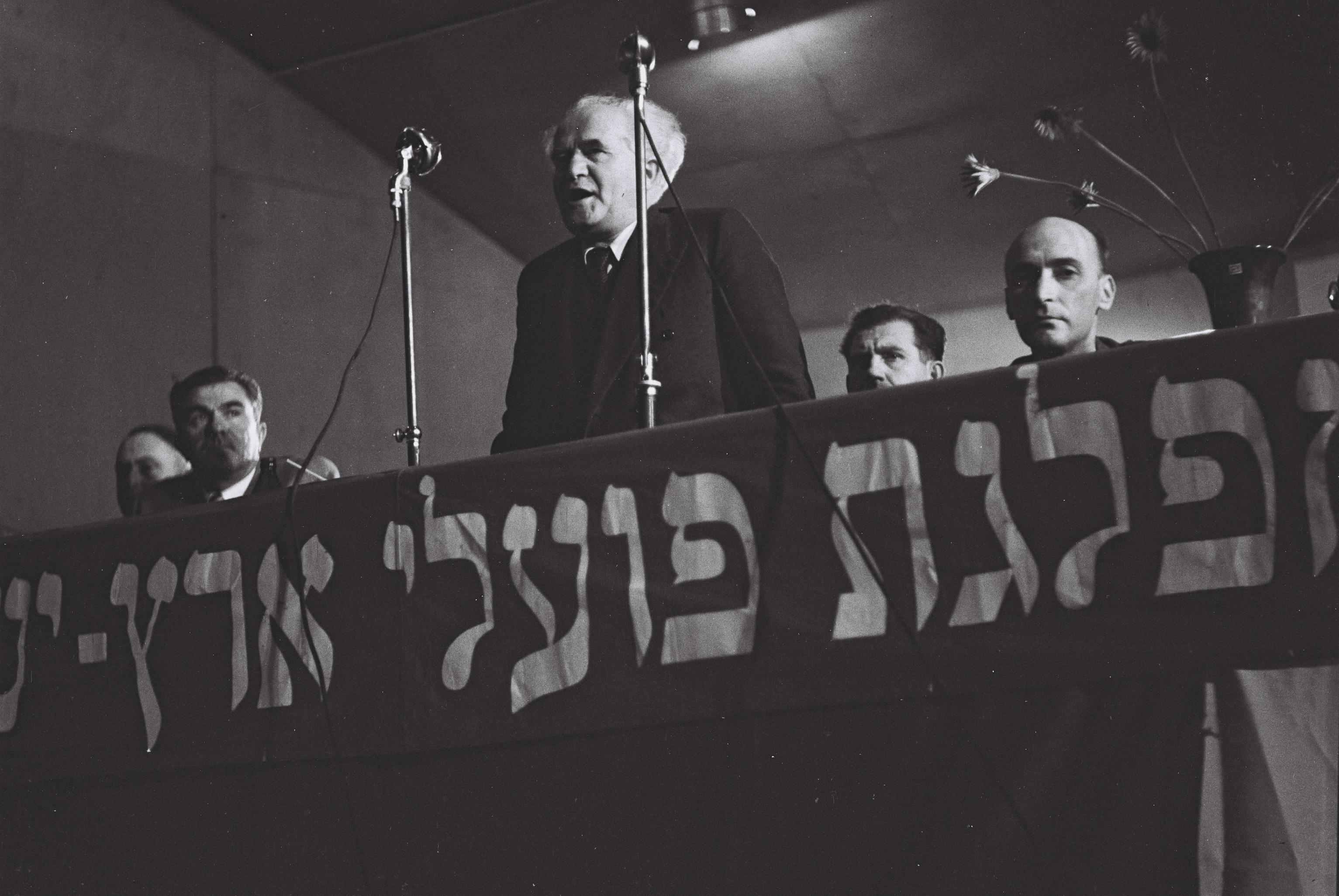
Przemawiający Dawid Ben Gurion, wieloletni premier Izraela i lider Mapai, w 1949 roku.

Mapai (hebr. ‏מפא”י‎, akronim od Mifleget Poalei Erec Jisrael, מפלגת פועלי ארץ ישראל, Partia Robotników Ziemi Izraela) – lewicowa partia polityczna w Izraelu działająca w latach 1930–1968. Ugrupowanie było dominującą siłą polityczną na izraelskiej scenie politycznej do czasu wejścia w skład Koalicji Pracy w połowie lat 60. XX wieku. Mapai jest głównym prekursorem dzisiejszej centrolewicowej Partii Pracy.

## Historia
Partia została założona w latach 30. XX wieku w wyniku połączenia sytuującej się na prawym skrzydle ruchu frakcji marksistowsko-syjonistycznej partii Poalej Syjon i Achdut ha-Awoda pod przywództwem Dawida Ben Guriona. W latach 20. XX wieku syjonizm pracy założył w Palestynie centralę związków zawodowych Histadrut, który odegrał dominującą rolę w żydowskim osadnictwie, ekonomii. Takie podstawy doprowadziły wkrótce potem Mapai do osiągnięcia głównej pozycji w życiu politycznej żydowskiej wspólnoty w Palestynie (jiszuw). Działacze tej partii założyli także organizacje paramilitarne Ha-Szomer i Hagana. We wczesnych latach 30. Ben Gurion został przywódcą Mapai, a przez to również nieformalnym liderem jiszuwu.
Z powodu swego wkładu w uzyskanie niepodległości w wyniku wojny izraelsko-arabskiej w 1948 roku, partia uzyskała spore poparcie w trakcie pierwszych wyborów w 1949 roku. Otrzymała 35,7% głosów (wyprzedzając wyraźnie Mapam, które dostało 14,7%), co dało jej 46 na 120 miejsc w Knesecie. Ben Gurion został premierem, tworząc gabinet koalicyjny, w skład którego weszli także przedstawiciele Zjednoczonego Frontu Religijnego, Partii Progresywnej, Wspólnot Sefardyjskich i Orientalnych oraz Demokratycznej Listy Nazaretu (partii izraelskich Arabów, związanej z Mapai).
Wyniki wyborów parlamentarnych w 1951 roku były jeszcze korzystniejsze dla partii – uzyskała ona 37,3% głosów, co dało jej 47 miejsc w izbie. Ben Gurion ponownie utworzył rząd, razem z Mizrachi, Ha-Poel ha-Mizrachi, Agudat Israel, Po’alej Agudat Jisra’el oraz trzema partiami arabskimi związanymi z Mapai. Jednakże premier zaskoczył opinię publiczną swoją rezygnacją z 6 grudnia 1953 roku, po której wycofał się z polityki i osiadł w kibucu Sede Boker. Ben Gurion został zastąpiony przez Moszego Szareta.
Wybory parlamentarne w Izraelu w 1955 roku były pierwszymi, kiedy to Mapai uzyskała mniejszą liczbę mandatów niż w wyniku wcześniejszych wyborów. Partia otrzymała 32,3% głosów, co dało jej 40 miejsc w parlamencie. Pomimo tego nadal dystans pomiędzy nią a ugrupowaniem z 2. miejsca był spory (Herut otrzymał tylko 12,6% głosów). Ben Gurion powrócił do polityki i został premierem. Utworzył on rząd koalicyjny w skład którego weszli, poza politykami Mapai, także przedstawiciele Narodowego Frontu Religijnego (który wkrótce potem zmienił nazwę na Narodowa Partia Religijna), Mapam, Achdut ha-Awoda i trzy partie arabskie. Później do rządu weszła także Partia Progresywna.
W wyniku wyborów w 1959 roku Mapai uzyskała swój najlepszy wynik wyborczy, dostają 38,2% głosów i 47 miejsc w Knesecie. Ben Gurion zaprosił te same partie do rządzenia, jak w poprzedniej kadencji.
Afera Lawona, która spowodowała upadek rządu w 1961 roku prawdopodobnie doprowadziła do sporego spadku poparcia dla Mapai, które przejawiło się w stosunkowo kiepskim wyniku wyborczym w tym samym roku. Partia dostała 34,7% głosów, co umożliwiło jej obsadzenie 42 mandatów w izbie. Pomimo tego, że Ben Gurion utworzył stosunkowo silny rząd, popierany przez Narodową Partię Religijną, Achdut ha-Awoda, Po’alej Agudat Jisra’el oraz dwie partie arabskie, dwa wydarzenia, które miały miejsce podczas piątej kadencji Knesetu, doprowadziły do osłabienia pozycji Mapai. Po pierwsze, Ben Gurion zrezygnował z przywództwa w partii, podając za powód tego posunięcie sprawy osobiste. Jednak nie był tajemnicą fakt, że uczynił to, odczuwając brak poparcia ze strony swoich partyjnych kolegów. Założył nowe ugrupowanie, Rafi, do którego weszło siedmiu byłych deputowanych Mapai. Po drugie, dwie opozycyjne prawicowe partie, Herut i Partia Liberalna połączyły siły, tworząc blok Gahal. Oznaczało to, że w momencie zamknięcia sesji Knesetu, Mapai miało 34 mandaty, a Gahal – 27.
Odpowiedzią ugrupowania na wzmacnianie się opozycji było szukanie poparcia u innych partii o podobnym profilu ideologicznym. Efektem było połączenie sił z Achdut ha-Awoda i stworzenie Koalicji Pracy przed wyborami w 1965 roku. Nowe ugrupowanie otrzymało 36,7% głosów, co dało mu 45 miejsc w parlamencie. Oznaczało to znaczące zwycięstwo nad Gahalem, któremu udało się zdobyć jedynie 26 mandatów. Nowe centrolewicowe ugrupowanie zostało w 1968 roku wzmocnione przez Rafi i Mapam.

## Politycy Mapai

### Posłowie wpierwszym Knesecie
Posłowie wybrani w wyborach w 1949: Zalman Aran, Me’ir Argow, Ammi Asaf, Arje Bahir, Dawid Bar-Raw-Haj, Chajjim Ben Aszer, Dawid Ben Gurion, Jicchak Ben Cewi, Josef Barac, Szemu’el Dajan, Ben-Cijjon Dinur, Chasja Derori, Jechi’el Duwdewani, Josef Efrati, Heszel Frumkin, Szeragga Goren, Akiwa Gowrin, Jisra’el Guri, Elijjahu Hakarmeli, Dawid Hakohen, Neta Harpaz, Awraham Herzfeld, Abba Chuszi, Beba Idelson, Cewi Jehuda, Dow Josef, Eli’ezer Kaplan, Jona Kese, Josef-Micha’el Lamm, Szelomo Lawi, Pinchas Lawon, Eli’ezer Liwna, Ada Majmon, Golda Meir, Perec Naftali, Dewora Necer, Dawid Remez, Jehudit Simchoni, Jizhar Smilanski, Josef Sprinzak, Mosze Szaret, Zalman Szazar, Arje Szeftel, Re’uwen Szeri, Efrajim Taburi, Awraham Tawiw.
Posłowie, którzy weszli do Knesetu w trakcie trwania kadencji: Jicchak Kanew, Herzl Berger, Żenja Twerski, Jisra’el Jeszajahu, Baruch Azanja, Refa’el Basz.

### Posłowie wdrugim Knesecie
Posłowie wybrani w wyborach w 1951: Ada Majmon, Akiwa Gowrin, Ammi Asaf, Awraham Herzfeld, Baruch Azanja, Beba Idelson, Bechor-Szalom Szitrit, Chajjim Ben Aszer, Dawid Bar-Raw-Haj, Dawid Ben Gurion, Dawid Hakohen, Dewora Necer, Dow Josef, Eli’ezer Kaplan, Eli’ezer Liwna, Elijjahu Hakarmeli, Efrajim Taburi, Golda Meir, Herzl Berger, Jisra’el Guri, Żenja Twerski, Josef Sprinzak, Kadisz Luz, Lewi Eszkol, Me’ir Argow, Mordechaj Namir, Mosze Szaret, Perec Naftali, Pinchas Lawon, Re’uwen Feldman, Re’uwen Szeri, Sara Kafrit, Szelomo Lawi, Szemu’el Dajan, Zalman Szazar, Ja’akow Uri, Ja’akow Szimszon Szapira, Jechezkel Hen, Jisra’el Jeszajahu, Jicchak Ben Cewi, Jizhar Smilanski, Jona Kese, Josef Efrati, Zalman Aran, Ze’ew Szefer.
Posłowie, którzy weszli do Knesetu w trakcie trwania kadencji: Rachel Cabari, Awraham Kalfon, Ja’akow Niccani, Szelomo Hillel i Baruch Kamin.

### Posłowie wtrzecim Knesecie
Posłowie wybrani w wyborach w 1955: Aharon Becker, Aharon Remez, Akiwa Gowrin, Ammi Asaf, Arje Bahir, Awraham Herzfeld, Baruch Azanja, Beba Idelson, Bechor-Szalom Szitrit, Berl Locker, Dawid Ben Gurion, Dawid Hakohen, Dawid Liwszic, Dewora Necer, Dow Josef, Ehud Awri’el, Golda Meir, Herzl Berger, Jisra’el Guri, Josef Almogi, Josef Sprinzak, Kadisz Luz, Lewi Eszkol, Me’ir Argow, Mordechaj Namir, Mosze Szaret, Perec Naftali, Pinchas Lawon, Rachel Cabari, Sara Kafrit, Senetta Joseftal, Szelomo Hillel, Szemu’el Dajan, Szemu’el Szoresz, Zalman Szazar, Ja’akow Szimszon Szapira, Jisra’el Jeszajahu, Jona Kese, Josef Efrati, Zalman Aran.
Posłowie, którzy weszli do Knesetu w trakcie trwania kadencji: Jizhar Smilanski, Jisra’el Kargman, Dawid Bar-Raw-Haj, Channa Lamdan, Amos Degani, Chajjim Josef Cadok i Żenja Twerski.